# Novaja Gazeta
Novaja Gazeta (ryska: Новая газета, svenska: Nya tidningen) är en rysk dagstidning, startad den 1 april 1993. Den är känd för sin kritiska och undersökande journalistik, särskilt om politik och samhällsfrågor. Tidningen publiceras i Moskva, i regioner inom Ryssland och på några platser utanför landet. Dess tryckta upplaga ges ut måndagar, onsdagar och fredagar; engelskspråkiga artiklar på tidningens webbplats uppdateras på veckovis basis i form av nyhetsbrevet Russia, Explained.
Sedan 2000 har sju av tidningens journalister blivit mördade i samband med deras arbete. Dessa inkluderar Jurij Sjtjekotjichin, Anna Politkovskaja och Anastasija Baburova.

## Historik och översikt
Novaja Gazeta har sina rötter i Komsomolskaja Pravda, som efter Sovjetunionens fall upplevde en splittring i flera tidningar. Redaktör för Novaja Gazeta är Dmitrij Muratov, en tidigare anställd på Komsomolskaja Pravda som 1988 lämnade den tidningen och tillsammans med andra tidigare medarbetare där fem år senare grundade Novaja Gazeta. Pengar till tidningsstarten kom bland annat via en donation från Michail Gorbatjov, som donerade delar av sin prissumma från Nobels fredspris 1990 till tidningen.
Novaja Gazeta hade år 2015 kontor och lokala upplagor i (minst) tio ryska städer. Dessa var då:
- Sankt Petersburg
- Moskva
- Nizjnij Novgorod
- Rjazan
- Rostov
- Krasnodar
- Samara
- Jekaterinburg
- Novosibirsk
- Vladivostok

Dessutom distribueras (uppgift från 2007) tidningen i Israel, tillsammans med en lokal ryskspråkig tidning. Tidningen har även distribution och kontor i Tyskland (Berlin) och Kazakstan (Almaty).
Sedan 2007 finns tidningens webbupplaga även i en engelskspråkig version.

### Övergrepp på medarbetare
Novaja Gazetas mest kända journalist var kolumnisten Anna Politkovskaja, som mördades 7 oktober 2006. Novaja Gazeta är den tidning som fått flest journalister mördade sedan sovjettiden (fram till 2010 fyra av de totalt 19 ryska journalister som då mördats sedan millennieskiftet), och förutom Anna Politkovskaja har även bland annat Jurij Sjtjekotsjitjin, Igor Domnikov och Anastasija Baburova mördats.
1 april 2013 skrev Ramzan Kadyrov ett meddelande på Instagram där han gratulerade den tjugoåriga tidningen. Internetanvändare har undrat om det var ett aprilskämt; Kadyrov misstänks ha haft en betydande roll i mördandet av Novaja Gazeta-reportrarna Anna Politkovskaja och Natalja Estemirova.

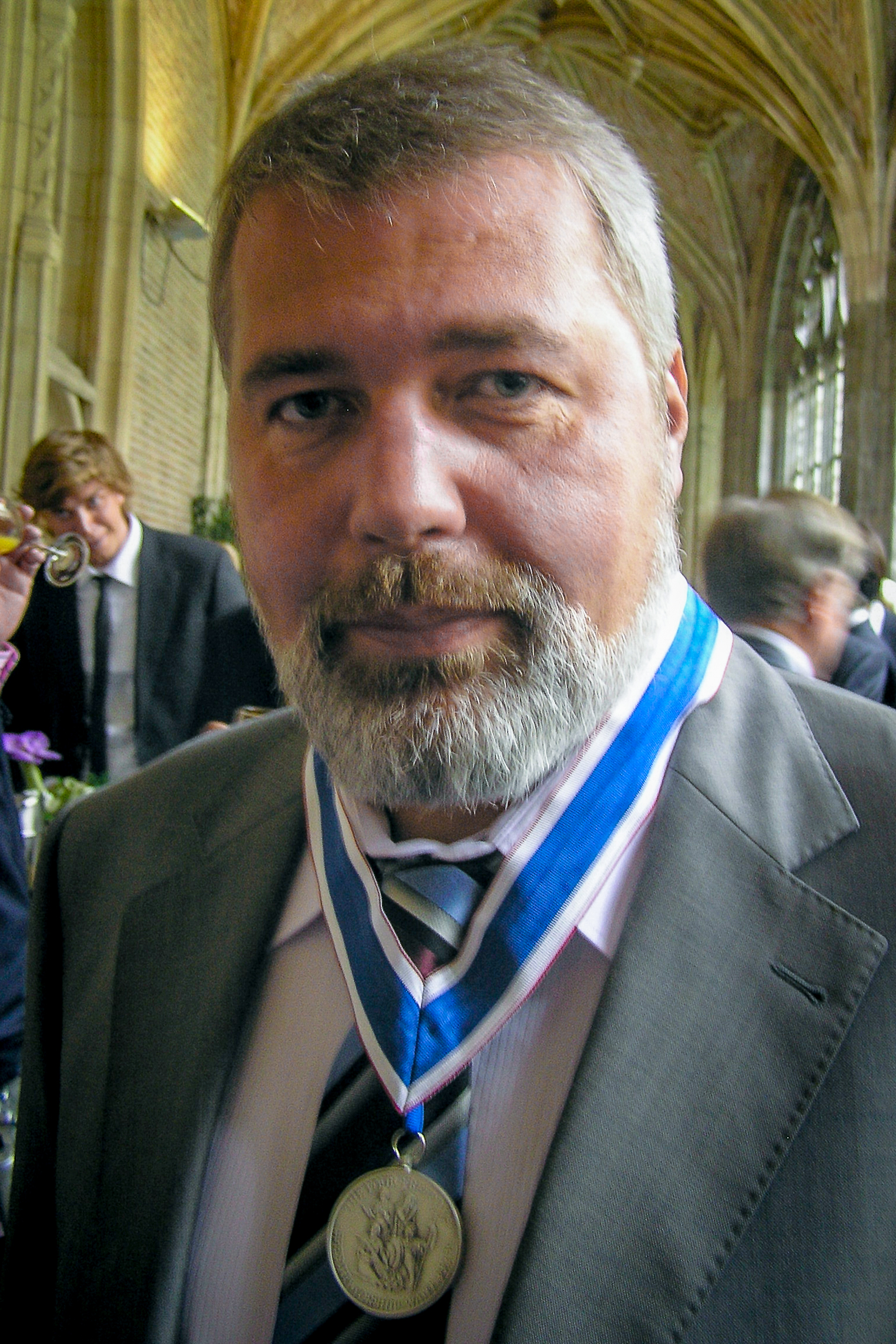
Chefredaktören och medgrundaren Dmitrij Muratov, när han 2010 tog emot Four Freedoms-priset.

I april 2022 blev chefredaktören Muratov föremål för en kemisk attack. Han ansåg själv att attacken var förorsakad av hans öppna kritik mot Rysslands invasion av Ukraina.

### Oberoende och regimkritik
Novaja Gazeta är en av Rysslands få kvarvarande större oberoende tidningar. Man har vid flera tillfällen (bland annat 2010 och 2011) utsatts för DDOS-attacker mot sin Internetversion, attacker som vid minst ett tillfälle också drabbat ryska oberoende bloggar.
24 februari 2015 publicerade tidningen kontroversiellt material angående Kremls "ukrainska planer". Enligt materialet skulle den ryska statsledningen redan i början av februari 2014 (det vill säga före Viktor Janukovytjs avsättande/flykt från posten som Ukrainas president) planerat ett annekterande av Krim och (den ukrainska delen av) Donetskbäckenet. Orsakerna skulle inte i första hand vara omsorgen om den ryska minoriteten i områdena utan mer geopolitisk.
I mars 2022 upphörde tidningen med sin utgivning, till följd av ökad statlig censur. Denna infördes under samma månad av Vladimir Putins regim för att tysta den interna ryska kritiken mot den pågående ryska invasionen av Ukraina, vilket innebar att en mängd andra kvarvarande oppositionsmedier antingen tvangs stänga eller gå i exil. Chefredaktören Muratov auktionerade senare bort sin Nobelmedalj, till förmån för ukrainska flyktingar.
För att komma runt den ryska censuren startade utvandrade medarbetare i april samma år Novaya Gazeta Europe, en europeisk upplaga av tidningen med utgivning från Riga. Dess webbplats blockerades senare i april i Ryssland. I juli lanserade man Novaja Rasskaz-Gazeta, en magasinsversion av dagstidningen; även dess webbplats blockerades kort därefter i Ryssland.
5 september 2022 drog en rysk domstol in utgivningsbeviset för Novaja Gazeta, med hänvisning till saknade dokument från tidningens ägarbyte 2006. Beslutet kom mindre än en vecka efter att delägaren Michail Gorbatjov avlidit. Chefredaktören Muratov anser att beslutet har politiska orsaker och har för avsikt att överklaga beslutet.

## Ägande och utgivning

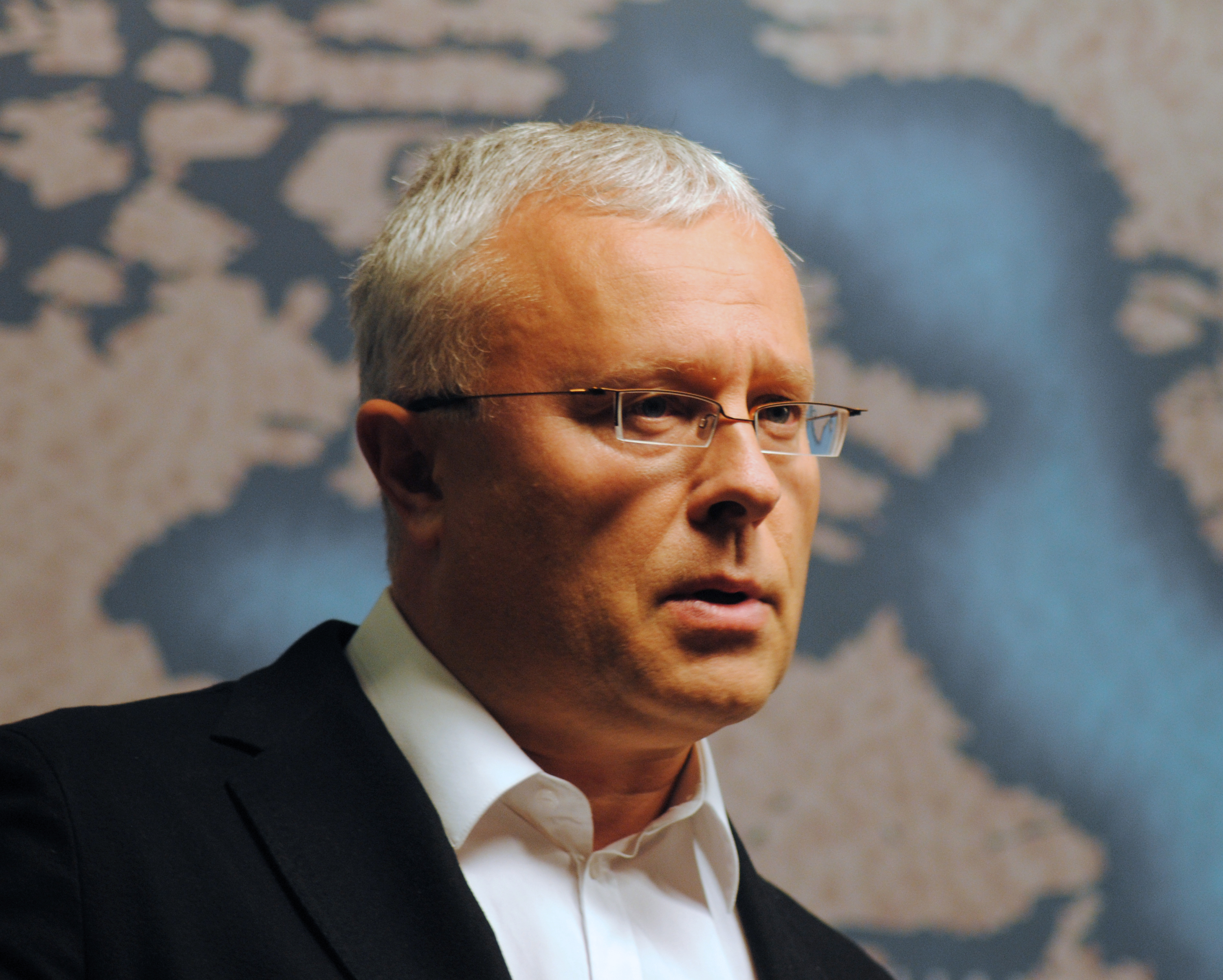
Aleksandr Lebedev är en av Novaja Gazetas delägare.

2007 ägdes tidningen till 90 procent av Lebedev och 10 procent av Gorbatjov. Senare ägdes 49 procent av tidningen av Sovjetunionens förre president Michail Gorbatjov, tillsammans med affärsmannen och politikern Aleksandr Lebedev. Resterande 51 procent ägdes av tidningens egna anställda. Anno 2017 fördelades ägarskapet som 14 procent för Lebedev, 10 procent för Gorbatjov och resten bland de anställda.

### Upplaga (tryckt)
- juni 2012 – 284 500 exemplar

- 2021 – 90 000 exemplar (plus 500 000 dagliga läsare av webbupplagan)[18]

## Utmärkelser
Novaja Gazeta har erhållit följande utmärkelser för sitt arbete: 
- Henri Nannen Prize, 11 maj 2007[19][20]
- Four Freedoms-priset, 29 maj 2010[21][22]

I oktober 2021 tilldelades chefredaktören Muratov Nobels fredspris, tillsammans med Maria Ressa, för deras arbete för yttrandefriheten i deras respektive hemländer.